# Stjälk

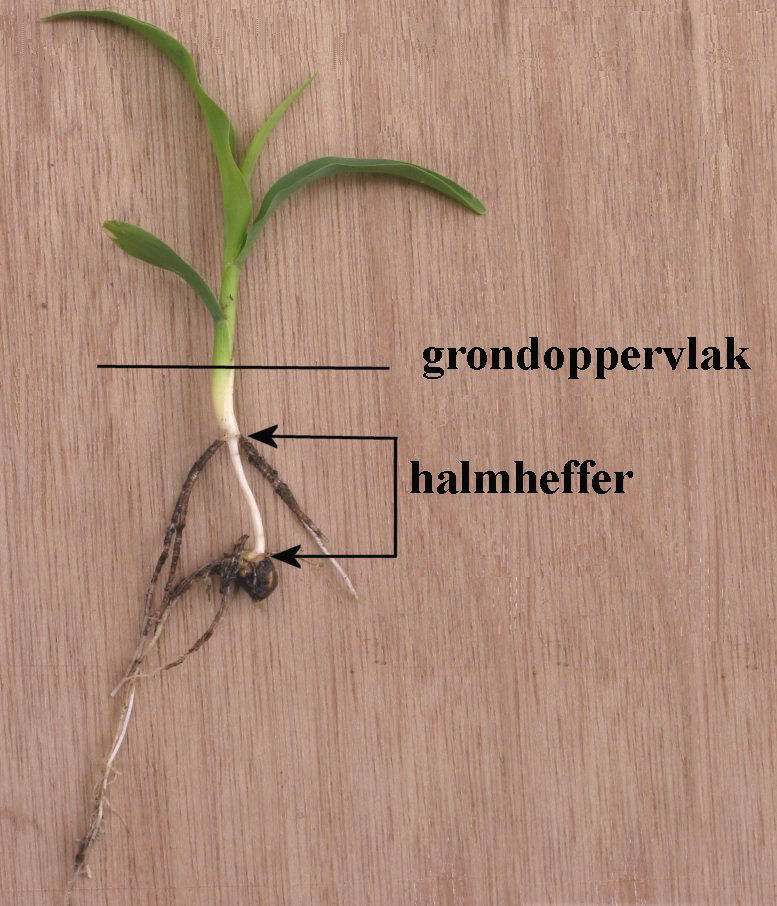
Det gröna som bladen sitter på utgörs av stjälken

En stjälk är stammen på icke vedartade växter. Från stjälken utgår rötter, blad, knoppar, blommor och frukter. Om stjälken är underjordisk kallas den jordstam.
I stjälken finns floem (silrör) och kärlrör.